# 世界遺産条約締約国の一覧

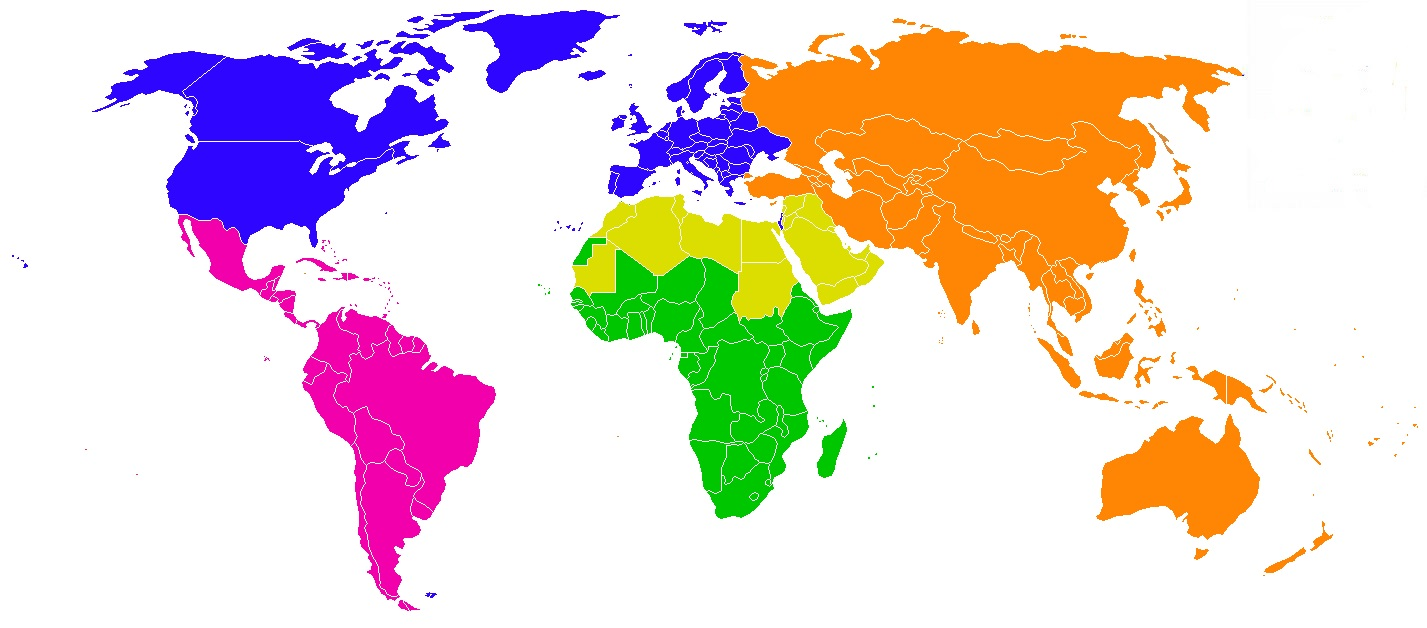
世界遺産センターでの地域区分

世界遺産条約は1972年に採択され、1975年に発効した。「最も成功した条約の一つ」とも言われ、その締約国数は第47回世界遺産委員会（2025年）時点で196か国にのぼる。以下はその世界遺産条約締約国の一覧（せかいいさんじょうやくていやくこくのいちらん）である。

## 一覧
世界遺産条約は、UNESCO加盟国（195か国）とバチカン市国が締約している。
一覧は世界遺産センターが示している公式な地域区分、すなわち「アジア・太平洋」、「アラブ諸国」、「アフリカ」、「ヨーロッパ・北米」、「ラテンアメリカ・カリブ海」に準じて分類するが、便宜上アジアと太平洋は分けた。「アジア・太平洋」のうちの太平洋地域は、世界遺産をほとんど、あるいは全く持たない国が多く、21世紀に入ってからの世界遺産委員会では、太平洋島嶼国を対象とする様々な取り組みが行われている。なお、保有件数も公式な分類に基づいているので、海外領土などの存在によって、地域ごとの合計件数はその地域に実在する世界遺産の数と一致していない。たとえば、ヘンダーソン島は太平洋に存在するが、イギリスの世界遺産の一つなので「ヨーロッパ・北米」に算入されている。
以下のデータは第46回世界遺産委員会（2024年）登録分までのものである。国名部分のリンクは、その国の世界遺産記事に飛ぶようになっている。世界遺産を保有していない国については、暫定リストへのリンクをつけた。

### 太平洋
| 締約国名           | 締約日         | 文化 | 自然 | 複合 | 計 | 保有する世界遺産の例                    | 保有する世界遺産の例 |
| ------------------ | -------------- | ---- | ---- | ---- | -- | --------------------------------------- | -------------------- |
| オーストラリア     | 1974年08月22日 | 5    | 12   | 4    | 21 | シドニー・オペラハウス                  |                      |
| ニュージーランド   | 1984年11月22日 | 0    | 2    | 1    | 3  | トンガリロ国立公園                      |                      |
| フィジー           | 1990年11月21日 | 1    | 0    | 0    | 1  | レブカの歴史的港町                      |                      |
| ソロモン諸島       | 1992年6月10日  | 0    | 1    | 0    | 1  | 東レンネル                              |                      |
| パプアニューギニア | 1997年07月28日 | 1    | 0    | 0    | 1  | クックの初期農業遺跡                    |                      |
| キリバス           | 2000年05月12日 | 0    | 1    | 0    | 1  | フェニックス諸島保護地域                |                      |
| ニウエ             | 2001年01月23日 | 0    | 0    | 0    | 0  | なし（ニウエの暫定リスト）              |                      |
| サモア             | 2001年08月28日 | 0    | 0    | 0    | 0  | なし（サモアの暫定リスト）              |                      |
| マーシャル諸島     | 2002年04月24日 | 1    | 0    | 0    | 1  | ビキニ環礁核実験場                      |                      |
| パラオ             | 2002年06月11日 | 0    | 0    | 1    | 1  | ロックアイランド群と南ラグーン          |                      |
| バヌアツ           | 2002年06月13日 | 1    | 0    | 0    | 1  | ロイ・マタ首長の領地                    |                      |
| ミクロネシア連邦   | 2002年07月22日 | 1    | 0    | 0    | 1  | ナンマトル:東ミクロネシアの祭祀センター |                      |
| トンガ             | 2004年04月30日 | 0    | 0    | 0    | 0  | なし（トンガの暫定リスト）              |                      |
| クック諸島         | 2009年01月16日 | 0    | 0    | 0    | 0  | なし（クック諸島の暫定リスト）          |                      |
| ツバル             | 2023年05月18日 | 0    | 0    | 0    | 0  | なし（ツバルの暫定リスト）              |                      |
| ナウル             | 2024年7月22日  | 0    | 0    | 0    | 0  | なし（ナウルの暫定リスト）              |                      |
| 合計               | （16か国）     | 10   | 16   | 6    | 31 | ―                                       | ―                    |

- 危機にさらされている世界遺産（2件）
  - 東レンネル（ソロモン諸島）
  - ナンマトル:東ミクロネシアの祭祀センター（ミクロネシア連邦）
- 国境を越える世界遺産（0件）

### アジア
| 締約国名               | 締約日         | 文化 | 自然 | 複合 | 計  | 保有する世界遺産の例                         | 保有する世界遺産の例 |
| ---------------------- | -------------- | ---- | ---- | ---- | --- | -------------------------------------------- | -------------------- |
| イラン                 | 1975年02月26日 | 27   | 2    | 0    | 29  | ペルセポリス                                 |                      |
| パキスタン             | 1976年07月23日 | 6    | 0    | 0    | 6   | モヘンジョダロの考古遺跡群                   |                      |
| インド                 | 1977年11月14日 | 36   | 7    | 1    | 44  | タージ・マハル                               |                      |
| ネパール               | 1978年06月20日 | 2    | 2    | 0    | 4   | サガルマータ国立公園                         |                      |
| アフガニスタン         | 1979年03月20日 | 2    | 0    | 0    | 2   | バーミヤン渓谷の文化的景観と古代遺跡群       |                      |
| スリランカ             | 1980年06月06日 | 6    | 2    | 0    | 8   | 聖地キャンディ                               |                      |
| バングラデシュ         | 1983年08月03日 | 2    | 1    | 0    | 3   | シュンドルボン                               |                      |
| フィリピン             | 1985年09月19日 | 3    | 3    | 0    | 6   | フィリピン・コルディリェーラの棚田群         |                      |
| 中華人民共和国         | 1985年12月12日 | 41   | 15   | 4    | 60  | 万里の長城                                   |                      |
| モルディブ             | 1986年05月22日 | 0    | 0    | 0    | 0   | なし（モルディブの暫定リスト）               |                      |
| ラオス                 | 1987年03月20日 | 3    | 1    | 0    | 4   | シエンクワーン県ジャール平原の巨大石壺遺跡群 |                      |
| タイ                   | 1987年09月17日 | 5    | 3    | 0    | 8   | 古都アユタヤ                                 |                      |
| ベトナム               | 1987年10月19日 | 6    | 2    | 1    | 9   | ハロン湾＝カットバー群島                     |                      |
| 大韓民国               | 1988年09月14日 | 15   | 2    | 0    | 17  | 石窟庵と仏国寺                               |                      |
| マレーシア             | 1988年12月07日 | 4    | 2    | 0    | 6   | キナバル自然公園                             |                      |
| インドネシア           | 1989年07月06日 | 6    | 4    | 0    | 10  | ボロブドゥール寺院遺跡群                     |                      |
| モンゴル国             | 1990年02月02日 | 4    | 2    | 0    | 6   | オルホン渓谷の文化的景観                     |                      |
| カンボジア             | 1991年11月28日 | 5    | 0    | 0    | 5   | アンコール                                   |                      |
| 日本                   | 1992年06月30日 | 21   | 5    | 0    | 26  | 姫路城                                       |                      |
| タジキスタン           | 1992年08月28日 | 3    | 2    | 0    | 5   | タジキスタン国立公園（パミールの山々）       |                      |
| ウズベキスタン         | 1993年01月13日 | 5    | 2    | 0    | 7   | サマルカンド - 文化交差路                    |                      |
| ミャンマー             | 1994年04月29日 | 2    | 0    | 0    | 2   | ピュー古代都市群                             |                      |
| カザフスタン           | 1994年04月29日 | 3    | 3    | 0    | 6   | ホージャ・アフマド・ヤサヴィー廟             |                      |
| トルクメニスタン       | 1994年09月30日 | 4    | 1    | 0    | 5   | 国立歴史文化公園“古代メルフ”                 |                      |
| キルギス               | 1995年07月03日 | 2    | 1    | 0    | 3   | 聖なる山スライマン＝トー                     |                      |
| 朝鮮民主主義人民共和国 | 1998年07月21日 | 2    | 0    | 1    | 3   | 金剛山 - 海から望む金剛石の山                |                      |
| ブータン               | 2001年10月22日 | 0    | 0    | 0    | 0   | なし（ブータンの暫定リスト）                 |                      |
| ブルネイ               | 2011年08月12日 | 0    | 0    | 0    | 0   | なし（ブルネイの暫定リスト）                 |                      |
| シンガポール           | 2012年06月19日 | 1    | 0    | 0    | 1   | シンガポール植物園                           |                      |
| 東ティモール           | 2016年10月31日 | 0    | 0    | 0    | 0   | なし（東ティモールの暫定リスト）             |                      |
| 合計                   | （30か国）     | 211  | 57   | 7    | 275 | ―                                            | ―                    |

- 危機にさらされている世界遺産（4件）
  - アフガニスタンの世界遺産全2件
  - スマトラの熱帯雨林遺産（インドネシア）
  - シャフリサブス歴史地区（ウズベキスタン）
- 国境を越える世界遺産（7件）
  - ウヴス・ヌール盆地（モンゴル、ロシア）
  - ダウリヤの景観群（モンゴル、ロシア）
  - シルクロード : 長安-天山回廊の交易路群（中国、カザフスタン、キルギス）
  - シルクロード:ザラフシャン＝カラクム回廊（ウズベキスタン、タジキスタン、トルクメニスタン）
  - 西天山（ウズベキスタン、カザフスタン、キルギス）
  - 寒冬のトゥラン砂漠群（ウズベキスタン、カザフスタン、トルクメニスタン）
  - フォンニャ＝ケバン国立公園とヒンナムノー国立公園（ベトナム、ラオス）
  - ル・コルビュジエの建築作品-近代建築運動への顕著な貢献-（インド、日本および他地域の5か国）

### アラブ諸国
| 締約国名         | 締約日         | 文化 | 自然 | 複合 | 計 | 保有する世界遺産の例                                                                   | 保有する世界遺産の例 |
| ---------------- | -------------- | ---- | ---- | ---- | -- | -------------------------------------------------------------------------------------- | -------------------- |
| エジプト         | 1974年02月07日 | 6    | 1    | 0    | 7  | メンフィスとその墓地遺跡- ギザからダハシュールまでのピラミッド地帯                     |                      |
| イラク           | 1974年03月05日 | 5    | 0    | 1    | 6  | バビロン                                                                               |                      |
| スーダン         | 1974年06月06日 | 2    | 1    | 0    | 3  | メロエ島の考古遺跡群                                                                   |                      |
| アルジェリア     | 1974年06月24日 | 6    | 0    | 1    | 7  | タッシリ・ナジェール                                                                   |                      |
| チュニジア       | 1975年03月10日 | 8    | 1    | 0    | 9  | チュニス旧市街                                                                         |                      |
| ヨルダン         | 1975年05月05日 | 7    | 0    | 1    | 8  | ペトラ                                                                                 |                      |
| シリア           | 1975年08月13日 | 6    | 0    | 0    | 6  | 古代都市ダマスカス                                                                     |                      |
| モロッコ         | 1975年10月28日 | 9    | 0    | 0    | 9  | フェズ旧市街                                                                           |                      |
| サウジアラビア   | 1978年08月07日 | 7    | 1    | 0    | 8  | ディルイーヤのツライフ地区                                                             |                      |
| リビア           | 1978年10月13日 | 5    | 0    | 0    | 5  | レプティス・マグナの考古遺跡                                                           |                      |
| イエメン         | 1980年10月07日 | 4    | 1    | 0    | 5  | ソコトラ諸島                                                                           |                      |
| モーリタニア     | 1981年03月02日 | 1    | 1    | 0    | 2  | バン・ダルガン国立公園                                                                 |                      |
| オマーン         | 1981年10月06日 | 5    | 0    | 0    | 5  | バハラ城塞                                                                             |                      |
| レバノン         | 1983年02月03日 | 6    | 0    | 0    | 6  | バールベック                                                                           |                      |
| カタール         | 1984年09月12日 | 1    | 0    | 0    | 1  | アル・ズバラ考古遺跡                                                                   |                      |
| バーレーン       | 1991年05月28日 | 3    | 0    | 0    | 3  | 真珠採り、島の経済を物語るもの                                                         |                      |
| アラブ首長国連邦 | 2001年05月11日 | 2    | 0    | 0    | 2  | アル・アインの文化的遺跡群（ハフィート、ヒーリー、ビダー・ビント・サウドとオアシス群） |                      |
| クウェート       | 2002年06月06日 | 0    | 0    | 0    | 0  | なし（クウェートの暫定リスト）                                                         |                      |
| パレスチナ       | 2011年12月08日 | 5    | 0    | 0    | 5  | イエス生誕の地 : ベツレヘムの聖誕教会と巡礼路                                          |                      |
| 合計             | （19か国）     | 88   | 6    | 3    | 97 | ―                                                                                      | ―                    |

- 危機にさらされている世界遺産（20件）
  - シリアの世界遺産全6件
  - リビアの世界遺産のうち、ガダミス旧市街を除く4件
  - サナア旧市街（イエメン）
  - 古都ザビード（イエメン）
  - シバームの旧城壁都市（イエメン）
  - マアリブの古代サバア王国記念建造物群（イエメン）
  - アッシュール（イラク）
  - 都市遺跡サーマッラー（イラク）
  - ハトラ（イラク）
  - オリーブとワインの地パレスチナ - エルサレム地方南部バティールの文化的景観（パレスチナ）
  - ヘブロン（アル＝ハリール）旧市街（パレスチナ）
  - トリポリのラシード・カラーミー国際見本市（レバノン）
  - 聖ヒラリオン修道院 / テル・ウンム・アメル（パレスチナ）
- 国境を越える世界遺産（0件）
- このほか、ヨルダンの申請による世界遺産（危機遺産）としてエルサレムの旧市街とその城壁群がある。

### アフリカ
| 締約国名             | 締約日         | 文化 | 自然 | 複合 | 計  | 保有する世界遺産の例                                                 | 保有する世界遺産の例 |
| -------------------- | -------------- | ---- | ---- | ---- | --- | -------------------------------------------------------------------- | -------------------- |
| コンゴ民主共和国     | 1974年09月23日 | 0    | 5    | 0    | 5   | ヴィルンガ国立公園                                                   |                      |
| ナイジェリア         | 1974年10月23日 | 2    | 0    | 0    | 2   | スクルの文化的景観                                                   |                      |
| ニジェール           | 1974年12月23日 | 1    | 2    | 0    | 3   | アガデス歴史地区                                                     |                      |
| ガーナ               | 1975年07月04日 | 2    | 0    | 0    | 2   | ヴォルタ州、グレーター・アクラ州、セントラル州、ウェスタン州の城塞群 |                      |
| セネガル             | 1976年02月13日 | 5    | 2    | 0    | 7   | サルーム・デルタ                                                     |                      |
| マリ                 | 1977年04月05日 | 3    | 0    | 1    | 4   | トンブクトゥ                                                         |                      |
| エチオピア           | 1977年07月06日 | 10   | 2    | 0    | 12  | ラリベラの岩窟教会群                                                 |                      |
| タンザニア           | 1977年08月02日 | 3    | 3    | 1    | 7   | キリマンジャロ国立公園                                               |                      |
| ギニア               | 1979年03月18日 | 0    | 1    | 0    | 1   | ニンバ山厳正自然保護区                                               |                      |
| セーシェル           | 1980年04月09日 | 0    | 2    | 0    | 2   | アルダブラ環礁                                                       |                      |
| 中央アフリカ共和国   | 1980年12月22日 | 0    | 2    | 0    | 2   | マノヴォ＝グンダ・サン・フローリス国立公園                           |                      |
| コートジボワール     | 1981年01月09日 | 2    | 3    | 0    | 5   | グラン・バッサムの歴史都市                                           |                      |
| マラウイ             | 1982年01月05日 | 2    | 1    | 0    | 3   | マラウイ湖国立公園                                                   |                      |
| ブルンジ             | 1982年05月19日 | 0    | 0    | 0    | 0   | なし（ブルンジの暫定リスト）                                         |                      |
| ベナン               | 1982年06月14日 | 2    | 1    | 0    | 3   | アボメイの王宮群                                                     |                      |
| ジンバブエ           | 1982年08月16日 | 3    | 2    | 0    | 5   | グレート・ジンバブエ遺跡                                             |                      |
| モザンビーク         | 1982年11月27日 | 1    | 1    | 0    | 2   | モザンビーク島                                                       |                      |
| カメルーン           | 1982年12月07日 | 1    | 2    | 0    | 3   | ジャー動物保護区                                                     |                      |
| マダガスカル         | 1983年07月19日 | 1    | 2    | 0    | 3   | アツィナナナの雨林                                                   |                      |
| ザンビア             | 1984年06月04日 | 0    | 1    | 0    | 1   | モシ・オ・トゥニャ / ビクトリアの滝                                  |                      |
| ガボン               | 1986年12月30日 | 0    | 1    | 1    | 2   | ロペ＝オカンダの生態系と残存する文化的景観                           |                      |
| ブルキナファソ       | 1987年04月02日 | 3    | 1    | 0    | 4   | ロロペニの遺跡群                                                     |                      |
| ガンビア             | 1987年07月01日 | 2    | 0    | 0    | 2   | クンタ・キンテ島と関連遺跡群                                         |                      |
| ウガンダ             | 1987年11月20日 | 1    | 2    | 0    | 3   | ルウェンゾリ山地国立公園                                             |                      |
| コンゴ共和国         | 1987年12月10日 | 0    | 2    | 0    | 2   | サンガ川流域の3か国保護地域                                          |                      |
| カーボベルデ         | 1988年04月28日 | 1    | 0    | 0    | 1   | リベイラ・グランデの歴史地区シダーデ・ヴェーリャ                     |                      |
| ケニア               | 1991年06月05日 | 5    | 3    | 0    | 8   | 大地溝帯にあるケニアの湖沼群                                         |                      |
| アンゴラ             | 1991年11月07日 | 1    | 0    | 0    | 1   | 旧コンゴ王国首都の残影ンバンザ＝コンゴ                               |                      |
| モーリシャス         | 1995年09月19日 | 2    | 0    | 0    | 2   | アープラヴァシ・ガート                                               |                      |
| 南アフリカ共和国     | 1997年07月10日 | 7    | 4    | 1    | 12  | ロベン島                                                             |                      |
| トーゴ               | 1998年04月15日 | 1    | 0    | 0    | 1   | バタマリバ人の土地クタマク                                           |                      |
| ボツワナ             | 1998年11月23日 | 1    | 1    | 0    | 2   | ツォディロ                                                           |                      |
| チャド               | 1999年06月23日 | 0    | 1    | 1    | 2   | ウニアンガ湖群                                                       |                      |
| ナミビア             | 2000年04月06日 | 1    | 1    | 0    | 2   | ナミブ砂海                                                           |                      |
| コモロ               | 2000年09月27日 | 0    | 0    | 0    | 0   | なし（コモロの暫定リスト）                                           |                      |
| ルワンダ             | 2000年12月28日 | 1    | 1    | 0    | 2   | ルワンダ虐殺の記憶の場所 : ニャマタ、ムランビ、ビセセロ、ギソッチ    |                      |
| エリトリア           | 2001年10月24日 | 1    | 0    | 0    | 1   | アスマラ : アフリカのモダニズム都市                                  |                      |
| リベリア             | 2002年03月28日 | 0    | 0    | 0    | 0   | なし（リベリアの暫定リスト）                                         |                      |
| レソト               | 2003年11月25日 | 0    | 0    | 1    | 1   | マロティ＝ドラケンスバーグ公園                                       |                      |
| シエラレオネ         | 2005年01月07日 | 0    | 1    | 0    | 1   | ゴラとティワイの保護区群                                             |                      |
| エスワティニ         | 2005年11月30日 | 0    | 0    | 0    | 0   | なし（エスワティニの暫定リスト）                                     |                      |
| ギニアビサウ         | 2006年01月28日 | 0    | 1    | 0    | 1   | ビジャゴ諸島とオマティ・ミニョの沿岸・海洋生態系群                   |                      |
| サントメ・プリンシペ | 2006年07月25日 | 0    | 0    | 0    | 0   | なし（サントメ・プリンシペの暫定リスト）                             |                      |
| ジブチ               | 2007年08月30日 | 0    | 0    | 0    | 0   | なし（ジブチの暫定リスト）                                           |                      |
| 赤道ギニア           | 2010年03月10日 | 0    | 0    | 0    | 0   | なし（赤道ギニアの暫定リスト）                                       |                      |
| 南スーダン           | 2016年03月09日 | 0    | 0    | 0    | 0   | なし（南スーダンの暫定リスト）                                       |                      |
| ソマリア             | 2020年07月23日 | 0    | 0    | 0    | 0   | なし（ソマリアの暫定リスト）                                         |                      |
| 合計                 | （48か国）     | 62   | 43   | 5    | 110 | ―                                                                    | ―                    |

- 危機にさらされている世界遺産（12件）
  - コンゴ民主共和国の世界遺産のうち、サロンガ国立公園以外の4件
  - ニンバ山厳正自然保護区（ギニア、コートジボワール）
  - アイル・テネレ自然保護区（ニジェール）
  - マノヴォ＝グンダ・サン・フローリス国立公園（中央アフリカ）
  - セルース猟獣保護区（タンザニア）
  - トゥルカナ湖国立公園群（ケニア）
  - トンブクトゥ（マリ）
  - アスキアの墓（マリ）
  - ジェンネ旧市街（マリ）
- 国境を越える世界遺産（7件）
  - サンガ川流域の3か国保護地域（コンゴ共和国、カメルーン、中央アフリカ）
  - セネガンビアの環状列石（セネガル、ガンビア）
  - ニンバ山厳正自然保護区（ギニア、コートジボワール）
  - モシ・オ・トゥニャ / ヴィクトリアの滝（ザンビア、ジンバブエ）
  - マロティ＝ドラケンスバーグ公園（南アフリカ、レソト）
  - W・アルリ・パンジャリ自然公園群（ニジェール、ブルキナファソ、ベナン）
  - バタマリバ人の土地クタマク（トーゴ、ベナン）
  - イシマンガリソ湿地公園とマプト国立公園（南アフリカ、モザンビーク）

### ヨーロッパ・北アメリカ
| 締約国名                 | 締約日         | 文化 | 自然 | 複合 | 計  | 保有する世界遺産の例                                                         | 保有する世界遺産の例 |
| ------------------------ | -------------- | ---- | ---- | ---- | --- | ---------------------------------------------------------------------------- | -------------------- |
| アメリカ合衆国           | 1973年07月12日 | 12   | 13   | 1    | 26  | 自由の女神像                                                                 |                      |
| ブルガリア               | 1974年03月07日 | 7    | 3    | 0    | 10  | リラ修道院                                                                   |                      |
| フランス                 | 1975年06月27日 | 45   | 7    | 2    | 54  | モン・サン＝ミシェルとその湾                                                 |                      |
| キプロス                 | 1975年08月14日 | 3    | 0    | 0    | 3   | パフォス                                                                     |                      |
| スイス                   | 1975年09月17日 | 9    | 4    | 0    | 13  | ラ・ショー＝ド＝フォンとル・ロックル、時計製造業の都市計画                   |                      |
| ポーランド               | 1976年06月29日 | 15   | 2    | 0    | 17  | ワルシャワ歴史地区                                                           |                      |
| カナダ                   | 1976年07月23日 | 10   | 11   | 1    | 22  | カナディアン・ロッキー山脈自然公園群                                         |                      |
| ドイツ                   | 1976年08月23日 | 52   | 3    | 0    | 55  | ポツダムとベルリンの宮殿群と公園群                                           |                      |
| ノルウェー               | 1977年05月12日 | 7    | 1    | 0    | 8   | 西ノルウェーフィヨルド群 - ガイランゲルフィヨルドとネーロイフィヨルド        |                      |
| イタリア                 | 1978年06月23日 | 55   | 6    | 0    | 61  | ヴェネツィアとその潟                                                         |                      |
| モナコ                   | 1978年11月07日 | 0    | 0    | 0    | 0   | なし（モナコの暫定リスト）                                                   |                      |
| マルタ                   | 1978年11月14日 | 3    | 0    | 0    | 3   | マルタの巨石神殿群                                                           |                      |
| デンマーク               | 1979年07月25日 | 8    | 4    | 0    | 12  | イェリング墳墓群 、ルーン文字石碑群と教会                                    |                      |
| ポルトガル               | 1980年09月30日 | 16   | 1    | 0    | 17  | コインブラ大学-アルタとソフィア                                              |                      |
| ギリシャ                 | 1981年07月17日 | 18   | 0    | 2    | 20  | アテナイのアクロポリス                                                       |                      |
| スペイン                 | 1982年05月04日 | 44   | 4    | 2    | 50  | アントニ・ガウディの作品群                                                   |                      |
| バチカン                 | 1982年10月07日 | 2    | 0    | 0    | 2   | バチカン市国                                                                 |                      |
| トルコ                   | 1983年03月16日 | 20   | 0    | 2    | 22  | イスタンブール歴史地域                                                       |                      |
| ルクセンブルク           | 1983年09月28日 | 1    | 0    | 0    | 1   | ルクセンブルク : その古い街並みと要塞群                                      |                      |
| イギリス                 | 1984年05月29日 | 29   | 5    | 1    | 35  | ストーンヘンジ、エーヴベリーと関連する遺跡群                                 |                      |
| スウェーデン             | 1985年01月22日 | 13   | 1    | 1    | 15  | ラポニア地域                                                                 |                      |
| ハンガリー               | 1985年07月15日 | 7    | 1    | 0    | 8   | ブダペストのドナウ河岸とブダ城地区およびアンドラーシ通り                     |                      |
| フィンランド             | 1987年03月04日 | 6    | 1    | 0    | 7   | ヴェルラ砕木・板紙工場                                                       |                      |
| ベラルーシ               | 1988年10月12日 | 3    | 1    | 0    | 4   | ミール地方の城と関連建物群                                                   |                      |
| ロシア                   | 1988年10月12日 | 22   | 11   | 0    | 33  | バイカル湖                                                                   |                      |
| ウクライナ               | 1988年10月12日 | 7    | 1    | 0    | 8   | キーウの聖ソフィア大聖堂と関連する修道院群及びキーウ・ペチェールシク大修道院 |                      |
| アルバニア               | 1989年07月10日 | 2    | 1    | 1    | 4   | ブトリント                                                                   |                      |
| ルーマニア               | 1990年05月16日 | 9    | 2    | 0    | 11  | ドナウ・デルタ                                                               |                      |
| アイルランド             | 1991年09月16日 | 2    | 0    | 0    | 2   | シケリグ・ヴィヒール                                                         |                      |
| サンマリノ               | 1991年10月18日 | 1    | 0    | 0    | 1   | サンマリノの歴史地区とティターノ山                                           |                      |
| リトアニア               | 1992年03月31日 | 5    | 0    | 0    | 5   | ヴィリニュスの歴史地区                                                       |                      |
| クロアチア               | 1992年07月06日 | 8    | 2    | 0    | 10  | プリトヴィツェ湖群国立公園                                                   |                      |
| オランダ                 | 1992年08月26日 | 12   | 1    | 0    | 13  | アムステルダムのシンゲル運河の内側にある17世紀の環状運河地域                 |                      |
| ジョージア               | 1992年11月04日 | 3    | 1    | 0    | 4   | ムツヘタの歴史的建造物群                                                     |                      |
| スロベニア               | 1992年11月05日 | 3    | 2    | 0    | 5   | シュコツィアン洞窟群                                                         |                      |
| オーストリア             | 1992年12月18日 | 11   | 1    | 0    | 12  | ザルツカンマーグート地方のハルシュタットとダッハシュタインの文化的景観       |                      |
| チェコ                   | 1993年03月26日 | 16   | 1    | 0    | 17  | プラハ歴史地区                                                               |                      |
| スロバキア               | 1993年03月31日 | 6    | 2    | 0    | 8   | レヴォチャ歴史地区、スピシュスキー城及びその関連する文化財                   |                      |
| ボスニア・ヘルツェゴビナ | 1993年07月12日 | 3    | 2    | 0    | 5   | モスタル旧市街の古橋地区                                                     |                      |
| アルメニア               | 1993年09月05日 | 3    | 0    | 0    | 3   | ゲガルド修道院とアザト川上流域                                               |                      |
| アゼルバイジャン         | 1993年12月16日 | 4    | 1    | 0    | 5   | 城壁都市バクー、シルヴァンシャー宮殿、及び乙女の塔                           |                      |
| ラトビア                 | 1995年01月10日 | 3    | 0    | 0    | 3   | リガ歴史地区                                                                 |                      |
| エストニア               | 1995年10月27日 | 2    | 0    | 0    | 2   | タリン歴史地区                                                               |                      |
| アイスランド             | 1995年12月19日 | 1    | 2    | 0    | 3   | シンクヴェトリル国立公園                                                     |                      |
| ベルギー                 | 1996年07月24日 | 14   | 1    | 0    | 15  | ブリュッセルのグラン＝プラス                                                 |                      |
| アンドラ                 | 1997年01月03日 | 1    | 0    | 0    | 1   | マドリウ＝ペラフィタ＝クラロ渓谷                                             |                      |
| 北マケドニア             | 1997年04月30日 | 0    | 1    | 1    | 2   | オフリド地域の自然・文化遺産                                                 |                      |
| イスラエル               | 1999年10月06日 | 9    | 0    | 0    | 9   | 聖書ゆかりの遺丘群-メギド、ハツォル、ベエル・シェバ                          |                      |
| セルビア                 | 2001年09月11日 | 5    | 0    | 0    | 5   | スタリ・ラスとソポチャニ                                                     |                      |
| モルドバ                 | 2002年09月23日 | 1    | 0    | 0    | 1   | シュトルーヴェの測地弧                                                       |                      |
| モンテネグロ             | 2006年06月03日 | 3    | 1    | 0    | 4   | コトルの自然・文化歴史地域                                                   |                      |
| 合計                     | （51か国）     | 497  | 73   | 12   | 582 | ―                                                                            | ―                    |

- 危機にさらされている世界遺産（7件）
  - エバーグレーズ国立公園（アメリカ合衆国）
  - オデーサ歴史地区（ウクライナ）
  - キーウの聖ソフィア大聖堂と関連する修道院群及びキーウ・ペチェールシク大修道院（ウクライナ）

リヴィウ歴史地区（ウクライナ）
- - ウィーン歴史地区（オーストリア）
  - コソボの中世建造物群（セルビア）
  - ロシア・モンタナの鉱山景観（ルーマニア）
- 国境を越える世界遺産（35件）
  - ヒルカニアの森林群（アゼルバイジャン、イラン）
  - ウォータートン・グレイシャー国際平和自然公園（アメリカ合衆国、カナダ）
  - クルエーン/ランゲル＝セント・イライアス/グレイシャー・ベイ/タッチェンシニー＝アルセク（アメリカ合衆国、カナダ）
  - モラヴィア教会の集落群（アメリカ合衆国、イギリス、デンマーク、ドイツ）
  - カルパティア山脈など欧州各地のブナ原生林群（アルバニア、ウクライナ、スロバキア、ドイツ、オーストリア、ベルギー、ブルガリア、クロアチア、イタリア、スペイン、スロベニア、ルーマニア、北マケドニア、スイス、チェコ、フランス、ポーランド、ボスニア・ヘルツェゴビナ）
  - オフリド地域の自然・文化遺産（アルバニア、北マケドニア）
  - ローマ帝国の国境線（イギリス、ドイツ）
  - ヨーロッパの大温泉保養都市群（イギリス、イタリア、オーストリア、チェコ、ドイツ、フランス、ベルギー）
  - ローマ歴史地区、教皇領とサン・パオロ・フオーリ・レ・ムーラ大聖堂（イタリア、バチカン市国）
  - サン・ジョルジョ山（イタリア、スイス）
  - レーティッシュ鉄道アルブラ線・ベルニナ線と周辺の景観（イタリア、スイス）
  - アルプス山脈周辺の先史時代の杭上住居群（イタリア、オーストリア、スイス、スロベニア、ドイツ、フランス）
  - 16世紀から17世紀のヴェネツィアの防衛施設群:スタート・ダ・テッラと西スタート・ダ・マール（イタリア、クロアチア、モンテネグロ）
  - ポーランドとウクライナのカルパティア地方の木造教会群（ウクライナ、ポーランド）
  - シュトルーヴェの測地弧（ウクライナ、エストニア、スウェーデン、ノルウェー、フィンランド、ベラルーシ、モルドバ、ラトビア、リトアニア、ロシア）
  - フェルテ / ノイジードル湖の文化的景観（オーストリア、ハンガリー）
  - ローマ帝国の国境線-ドナウのリーメス（西部分）（オーストリア、スロバキア、ドイツ）
  - ローマ帝国の国境線-ゲルマニア・インフェリオルのリーメス（オランダ、ドイツ）
  - ワッデン海（オランダ、ドイツ、デンマーク）
  - 慈善の集団居住地群（オランダ、ベルギー）
  - 中世墓碑ステチュツィの墓所群（クロアチア、セルビア、ボスニア・ヘルツェゴビナ、モンテネグロ）
  - ル・コルビュジエの建築作品-近代建築運動への顕著な貢献-（スイス、ドイツ、フランス、ベルギーおよび他地域3か国）
  - ヘーガ・クステンとクヴァルケン群島（スウェーデン、フィンランド）
  - 水銀の遺産アルマデンとイドリヤ（スペイン、スロベニア）
  - ピレネー山脈のモン・ペルデュ（スペイン、フランス）
  - コア渓谷とシエガ・ベルデの先史時代の岩絵遺跡群（スペイン、ポルトガル）
  - アグテレク・カルストとスロバキア・カルストの洞窟群（スロバキア、ハンガリー）
  - エルツ山地（クルスナホリ）鉱業地域（チェコ、ドイツ）
  - ムスカウ公園（ドイツ、ポーランド）
  - ベルギーとフランスの鐘楼群（フランス、ベルギー）
  - 第一次世界大戦（西部戦線）の追悼と記憶の場所（フランス、ベルギー）
  - ビャウォヴィエジャの森（ベラルーシ、ポーランド）
  - クルシュー砂州（リトアニア、ロシア）
  - ウヴス・ヌール盆地（ロシア、モンゴル）
  - ダウリヤの景観群（ロシア、モンゴル）

### ラテンアメリカ・カリブ海
| 締約国名                         | 締約日         | 文化 | 自然 | 複合 | 計  | 保有する世界遺産の例                                                                   | 保有する世界遺産の例 |
| -------------------------------- | -------------- | ---- | ---- | ---- | --- | -------------------------------------------------------------------------------------- | -------------------- |
| エクアドル                       | 1975年06月16日 | 3    | 2    | 0    | 5   | ガラパゴス諸島                                                                         |                      |
| ボリビア                         | 1976年10月04日 | 6    | 1    | 0    | 7   | ポトシ市街                                                                             |                      |
| ガイアナ                         | 1977年06月20日 | 0    | 0    | 0    | 0   | なし（ガイアナの暫定リスト）                                                           |                      |
| コスタリカ                       | 1977年08月23日 | 1    | 3    | 0    | 4   | グアナカステ保全地域                                                                   |                      |
| ブラジル                         | 1977年09月01日 | 15   | 9    | 1    | 25  | リオデジャネイロ:山と海との間のカリオカの景観群                                        |                      |
| パナマ                           | 1978年03月03日 | 2    | 3    | 0    | 5   | ダリエン国立公園                                                                       |                      |
| アルゼンチン                     | 1978年08月23日 | 7    | 5    | 0    | 12  | イグアス国立公園                                                                       |                      |
| グアテマラ                       | 1979年01月16日 | 3    | 0    | 1    | 4   | ティカル国立公園                                                                       |                      |
| ホンジュラス                     | 1979年06月08日 | 1    | 1    | 0    | 2   | コパンのマヤ遺跡                                                                       |                      |
| ニカラグア                       | 1979年12月17日 | 2    | 0    | 0    | 2   | レオン大聖堂                                                                           |                      |
| ハイチ                           | 1980年01月18日 | 1    | 0    | 0    | 1   | シタデル、サン＝スーシ城、ラミエール国立歴史公園                                       |                      |
| チリ                             | 1980年02月20日 | 7    | 0    | 0    | 7   | ラパ・ヌイ国立公園                                                                     |                      |
| キューバ                         | 1981年03月24日 | 7    | 2    | 0    | 9   | キューバ南東部のコーヒー農園発祥地の景観                                               |                      |
| ペルー                           | 1982年02月24日 | 9    | 2    | 2    | 13  | マチュ・ピチュの歴史保護区                                                             |                      |
| コロンビア                       | 1983年05月24日 | 6    | 2    | 1    | 9   | カルタヘナの港、要塞、歴史的建造物群                                                   |                      |
| ジャマイカ                       | 1983年06月14日 | 1    | 0    | 1    | 2   | ブルー・アンド・ジョン・クロウ・マウンテンズ                                           |                      |
| アンティグア・バーブーダ         | 1983年11月01日 | 1    | 0    | 0    | 1   | アンティグアの海軍造船所と関連考古遺跡群                                               |                      |
| メキシコ                         | 1984年02月23日 | 28   | 6    | 2    | 36  | 古代都市チチェン・イッツァ                                                             |                      |
| ドミニカ共和国                   | 1985年02月12日 | 1    | 0    | 0    | 1   | サントドミンゴの植民都市                                                               |                      |
| セントクリストファー・ネイビス   | 1986年07月10日 | 1    | 0    | 0    | 1   | ブリムストーン・ヒル要塞国立公園                                                       |                      |
| パラグアイ                       | 1988年04月27日 | 1    | 0    | 0    | 1   | ラ・サンティシマ・トリニダー・デ・パラナとヘスース・デ・タバランゲのイエズス会伝道所群 |                      |
| ウルグアイ                       | 1989年03月09日 | 3    | 0    | 0    | 3   | コロニア・デル・サクラメントの歴史的街並み                                             |                      |
| ベネズエラ                       | 1990年10月30日 | 2    | 1    | 0    | 3   | カラカスの大学都市                                                                     |                      |
| ベリーズ                         | 1990年11月06日 | 0    | 1    | 0    | 1   | ベリーズ珊瑚礁保護区                                                                   |                      |
| エルサルバドル                   | 1991年10月08日 | 1    | 0    | 0    | 1   | ホヤ・デ・セレンの考古遺跡                                                             |                      |
| セントルシア                     | 1991年10月14日 | 0    | 1    | 0    | 1   | ピトン管理地域                                                                         |                      |
| ドミニカ国                       | 1995年04月04日 | 0    | 1    | 0    | 1   | モルヌ・トロワ・ピトン国立公園                                                         |                      |
| スリナム                         | 1997年10月23日 | 2    | 1    | 0    | 3   | パラマリボ市街歴史地区                                                                 |                      |
| グレナダ                         | 1998年08月13日 | 0    | 0    | 0    | 0   | なし（グレナダの暫定リスト）                                                           |                      |
| バルバドス                       | 2002年04月09日 | 1    | 0    | 0    | 1   | ブリッジタウン歴史地区とギャリソン                                                     |                      |
| セントビンセント・グレナディーン | 2003年02月03日 | 0    | 0    | 0    | 0   | なし（セントビンセント・グレナディーンの暫定リスト）                                   |                      |
| トリニダード・トバゴ             | 2005年2月16日  | 0    | 0    | 0    | 0   | なし（トリニダード・トバゴの暫定リスト）                                               |                      |
| バハマ                           | 2014年5月15日  | 0    | 0    | 0    | 0   | なし（バハマの暫定リスト）                                                             |                      |
| 合計                             | （33か国）     | 107  | 39   | 8    | 154 | ―                                                                                      | ―                    |

- 危機にさらされている世界遺産（6件）
  - パナマのカリブ海側の要塞群 : ポルトベロとサン・ロレンソ（パナマ）
  - コロとその港（ベネズエラ）
  - チャン・チャン遺跡地帯（ペルー）
  - ポトシ市街（ボリビア）
  - リオ・プラタノ生物圏保護区（ホンジュラス）
  - カリフォルニア湾の島々と自然保護区群（メキシコ）
- 国境を越える世界遺産（4件）
  - タラマンカ山脈＝ラ・アミスター保護区群とラ・アミスター国立公園（コスタリカ、パナマ）
  - グアラニーのイエズス会伝道所群（アルゼンチン、ブラジル）
  - アンデスの道路網カパック・ニャン（アルゼンチン、チリ、ボリビア、コロンビア、ペルー、エクアドル）
  - ル・コルビュジエの建築作品-近代建築運動への顕著な貢献-（アルゼンチンおよび他地域6か国）